# Śląsk (korporacja akademicka)
P.K!A. Śląsk – polska korporacja akademicka założona we Lwowie 28 lutego 1932 r. przez, liczącą dziewiętnaście osób, grupę studentów pochodzących z Górnego Śląska. Początkowo przyjęła nazwę: "Silesia Leopoliensis". W styczniu 1934 r. została przyjęta na członka rzeczywistego do Związku Polskich Korporacji Akademickich jednomyślną uchwałą Lwowskiego Koła Międzykorporacyjnego z datą starszeństwa przypadającą na marzec 1932 r. Kandydowała do ZPK!A przy P.K!A. Scythia.
W sierpniu 1939 roku brała udział w uroczystym pogrzebie, Akademii i Komersie żałobnym za Wojciecha Korfantego.
Barwy: ciemnoniebieska - srebrna - czarna.
Dewiza: Nie Rzucim Ziemi Skąd Nasz Ród.
Hymn: "O święty kraju nasz, nie damy Cię na łup; Nad Odrą czuwa straż, zwycięstwo albo grób..."